# Hooglandfrankolijn
De hooglandfrankolijn (Scleroptila psilolaema; synoniem: Francolinus psilolaemus) is een vogel uit de familie fazantachtigen (Phasianidae). De wetenschappelijke naam van de soort is voor het eerst geldig gepubliceerd in 1867 door George Robert Gray.

## Voorkomen
De soort is endemisch  in het midden en zuiden van Ethiopië. De leefgebieden liggen in graslanden en gebieden met struikgewas en bos op hoogvlakten tussen de 2400 en 4000 meter boven zeeniveau.

## Beschermingsstatus
Op de Rode Lijst van de IUCN heeft de soort de status gevoelig.